# Огненный дабл стафф
Дабл стафф (англ. double staff) — реквизит, используемый в огненном шоу, представляющий собой два огненных стаффа. Основой стаффов выступает алюминиевая/дюралюминиевая трубка с обмоткой ручки, выполненной из теннисного овергрипа/кожи/замши и фитилями на концах. Длина каждого стаффа, как правило, составляет от 0,5 до 1 метра.
Наряду с дабл-стаффами также часто используются трипл стафф (или триплы), то есть 3 небольших стаффа. Однако порой количество стаффов, используемых артистом, может доходить до пяти.

## Техника
Различают несколько семейств трюков, исполняемых с дабл-стаффом: жонгляж, геометрия, спин, контакт и фиштейлы.
При использовании трёх и более стаффов трюки в большинстве случаев ограничиваются жонглированием.

## «Дабл Стафф в аэродизайне»
Дабл Стафф в аэродизайне (англ. double staff) - Понятие «даблстафф» также применяется в аэродизайне, где оно обозначает использование двух цветов воздушных шаров для получения нового уникального оттенка.

## Техника
В этом случае один шар является внешним, в него вставляется шар другого цвета, затем оба шара одновременно надуваются до номинального размера, в результате чего цвета накладываются друг на друга, создавая тонкие оттенки. Чем сильнее надуты шары, тем больше проявляется эффект смешения цветов.
Известный производитель воздушных шаров Pioneer создала специальную таблицу смешения цветов для шаров Qalatex, в которой показаны различные варианты сочетаний, например: внешний шар — жемчужный персик, внутренний шар — корал, итоговый оттенок — цвет лососины.

## Применение
Даблстафф — это эффектный способ получить оригинальные украшения из шаров для оформления праздничных событий, где задается сложный цветовой фон: опаловый, малахитовый, сливовый, персиковый, мятный и т. п. Это свадебное оформление, тематические вечеринки, стильные праздники, презентации, модные показы, фотозоны и т. п.